# 戎曉祥 (醫生)
戎晓祥，广东惠来人，广惠智库成员，中共党员，肿瘤学博士，博士後，畢業于廣州南方醫科大學。

## 生平
在抗擊武漢新冠期間，受命到湖南省前線協助抗疫，並得到主持国家自然科学基金、中国博士后基金各一项，2017年入选南方医院“杰出青年培育计划”，致力癌細胞研究。   

## 荣誉
- 洪湖市荣誉市民[2]